# Ynys Lochtyn
Ynys Lochtyn es una pequeña isla en la costa de la bahía de Cardigan, Gales, entre la ciudad de New Quay, Ceredigion y el pueblo de Llangrannog.
Cuando hay marea baja se puede visitar la isla en una pequeña sección de la Ruta de la Costa de Ceredigion, que permite acceder a la zona de los acantilados del mar en una península junto a la isla.
También se puede practicar el buceo alrededor de la isla, pero se debe tener cuidado con las corrientes oceánicas que pueden ser impredecibles y fuertes en ocasiones.